# Stanislaus County
Stanislaus County je okres ve státě Kalifornie v USA. K roku 2010 zde žilo 514 453 obyvatel. Správním městem okresu je Modesto. Celková rozloha okresu činí 3 923 km².

## Sousední okresy
| Růžice kompasu | San Joaquin County a Alameda County | Calaveras County | Tuolumne County | Růžice kompasu |
| Růžice kompasu | Sever                               |                  |                 | Růžice kompasu |
| Růžice kompasu | Stanislaus County                   |                  |                 | Růžice kompasu |
| Růžice kompasu | Jih                                 |                  |                 | Růžice kompasu |
| Růžice kompasu | Santa Clara County                  | Merced County    | Mariposa County | Růžice kompasu |